# نوک‌شاخ شیپورزن
نوک‌شاخ شیپوری (نام علمی: Bycanistes bucinator) یک نوک‌شاخ با اندازه متوسط است که طول آن بین ۵۸ و ۶۵ سانتیمتر (۲۳ و ۲۶ اینچ) است. با یک کلاه‌شاخی خاکستری بزرگ روی نوک مشخص می‌شود که در ماده‌ها کوچک‌تر است. چشم‌ها قهوه‌ای یا قرمز هستند و پوست پیرامون آن صورتی است. توده بدن بین ۰٫۴۵ و ۱ کیلوگرم (۰٫۹۹ و ۲٫۲۰ پوند) است. شبیه نوک‌شاخ گونه‌نقره‌ای است. ویژگی‌های متمایز شامل پشت کاملاً سیاه، شکم سفید و پوشپرهای سفید زیر بال (در پرواز، سر بال‌ها سفید هستند) و پوست صورت قرمز است.